# Ольховка (приток Бунарки)
Ольхо́вка — река на Среднем Урале, протекающая в основном по территории города Новоуральска Свердловской области. Впадает в Бунарку — левый приток Нейвы.

## География
Река Ольховка протекает с юга на север. Длина реки — приблизительно 8 км, ширина реки в нижнем течении — 2 м.
Исток Ольховки находится к западу от горы Медвежки, в лесистой местности к югу от города. Примерно через 1,5 км от истока реки проходит граница города. Далее река протекает по лесу, расположенному в границах города, и через 2 км от городского забора пересекает Объездное шоссе. Севернее Ольховка пересекает улицу Тегенцева, после чего река становится чуть шире и извилистее.
Далее порождённая из небольшого ручья Ольховка становится уже полноценной рекой и протекает между Зелёным посёлком и Парковым районом. На улице Свердлова через реку проходит автомобильный мост. Вблизи бывшей грязелечебницы Ольховка впадает справа в Бунарку. В свою очередь, Бунарка в этом месте круто поворачивает влево на 90° таким образом, что создаётся впечатление, будто это Бунарка впадает в Ольховку. Однако во время весеннего снеготаяния можно заметить, что Бунарка действительно несёт в этом месте больше вод, а Ольховка в неё впадает. На карте Верх-Нейвинской посессионной дачи 1918 года место слияния рек находилось севернее, возле стелы «Создателям города», однако на карте 1928 года реки текут уже в своих нынешних руслах.